# Іван Петрович Забіла Молодший
Іван Забіла Молодший (*1665 — †1703) — український державний діяч у добу Гетьманщини, підприємець, значний військовий товариш. Тесть Григорія Грабянки, відомого літописця.

## Біографія
У відомостях про життя Забіли зустрічаються подробиці про виконання ним особливих завдань Гетьмана Іоанна Мазепи. Здебільшого Гетьман використовував маєтности багатого Івана Забіли в Коропі та побіля нього для постою своїх гвардійців - компанійців і сердюків. Так, у листі від 27 березня 1691 Гетьман зазначав, що 
| «члвка двадцет в маетности ваши посилаючи, пилно міти хочем, абы ваша милость оним козакам, по селах своих становиско поназначовавши, господи росположил, жебы они міли оттол себі виживленья». |
Оскільки підлеглий недобросовісно виконав доручення, Мазепа 1 вересня 1691 у своєму посланні дорікав йому за це: 
| «Дойшло нам відати з скарги товариства полку п. Ясилковскаго, же вы в своих селах на стации им будучому товариству, а тепер достаючому в Києві, не позволяете давати місячного борошна. Зачим мы, тому дивуючися, пилно вам приказуєм, абысте за отобранем сего писма нашего, зараз люб грошми, як належит, на одного козака за місяць по чтири золотих, люб ведлуг давной уставы борошном, вистатчивши на два місяці веліли своими подводами до Киева оному товариству запровадити, якобы нас не заходила такая болш их товариства скарга». |
З одного з листів В. Борковського до Івана Забіли дізнаємося, що останній мав забезпечити в Коропі зустріч кількох гетьманських наближених та їхніх дружин з Іваном Мазепою і його «самої панеі». Зять мав наготувати «верхніе свитлици: одну для пана, другую — для самоі панеі» і постаратися, «жеби всім старшинам енералним господи слушние били наготовани не в важаючи ні на кого, и мні господку коли б близысо где вас, щоб мні недалеко ходит». Очевидно, старшини зустрічалися віддалік Батурина, аби обговорити в неформальній обстановці якісь щоденні проблеми буття Гетьманщини. 
Іван Забіла постачав у Батурин до гетьманського двору борошно. Господар Батуринського замку Никифор Лук’янович сповіщав його, що «за присланое пиво дякует вашой милости ясневелмежный». Очевидно, коропське пиво шанувалося в Гетьманщині. Наступник Н. Лук’яновича — господар Батуринського замку І. Черниш 29 березня 1701  теж дякував Івану Забілі за напій — «принято бочок три до пивниці велможного добродія, а четвертую до самой добродійки пивниці отдалем».
До своєї смерті 1703 Іван Забіла активно розширював свої латифундії за рахунок нових гаїв, млинів, земель. 1695 Мазепа своїм Універсалом від 15 березня дозволив значному військовому товаришеві осадити під Коропом слобідку з десяти чоловік. На хуторі Остапівщині збудував з благословення митрополита Варлаама Ясинського церкву святого Іоанна Предтечі.
Син Забіли — Іван Іванович Забіла - після закінчення Києво-Могилянської академії був бунчуковим товаришем, хорунжим Генеральної артилерії (1731—1735). У 1740—50-х роках останній уклав генеологічні нотатки про свій рід, про гетьманів України. Він мав на той час блискучу бібліотеку. 
Одна з трьох дочок Івана Петровича Забіли — Євдокія - вийшла заміж за гадяцького полковника Григорія Грабянку, відомого літописця.